# انقلاب تمدن ۲
انقلاب تمدن ۲ (انگلیسی: Civilization Revolution 2) یک بازی ویدئویی استراتژی نوبتی تک‌نفره و چندنفره برای سکو‌های اندروید و آی‌اواس می‌باشد که توسط فیراکسیس گیمز توسعه و ۲کا گیمز نشر پیدا کرده است.
در این بازی که جزوی از سری تمدن و ادامهٔ انقلاب تمدن (۲۰۰۸) می‌باشد، رهبرانی چون آبراهام لینکلن، ناپلئون بناپارت، وینستون چرچیل و جان اف. کندی بازمی‌گردند.